# Ansaldo Cebà
Ansaldo Cebà (Genova, 1565 – Genova, aprile 1623) è stato un poeta e scrittore italiano, esponente dello stile barocco di gusto classico.

## Biografia

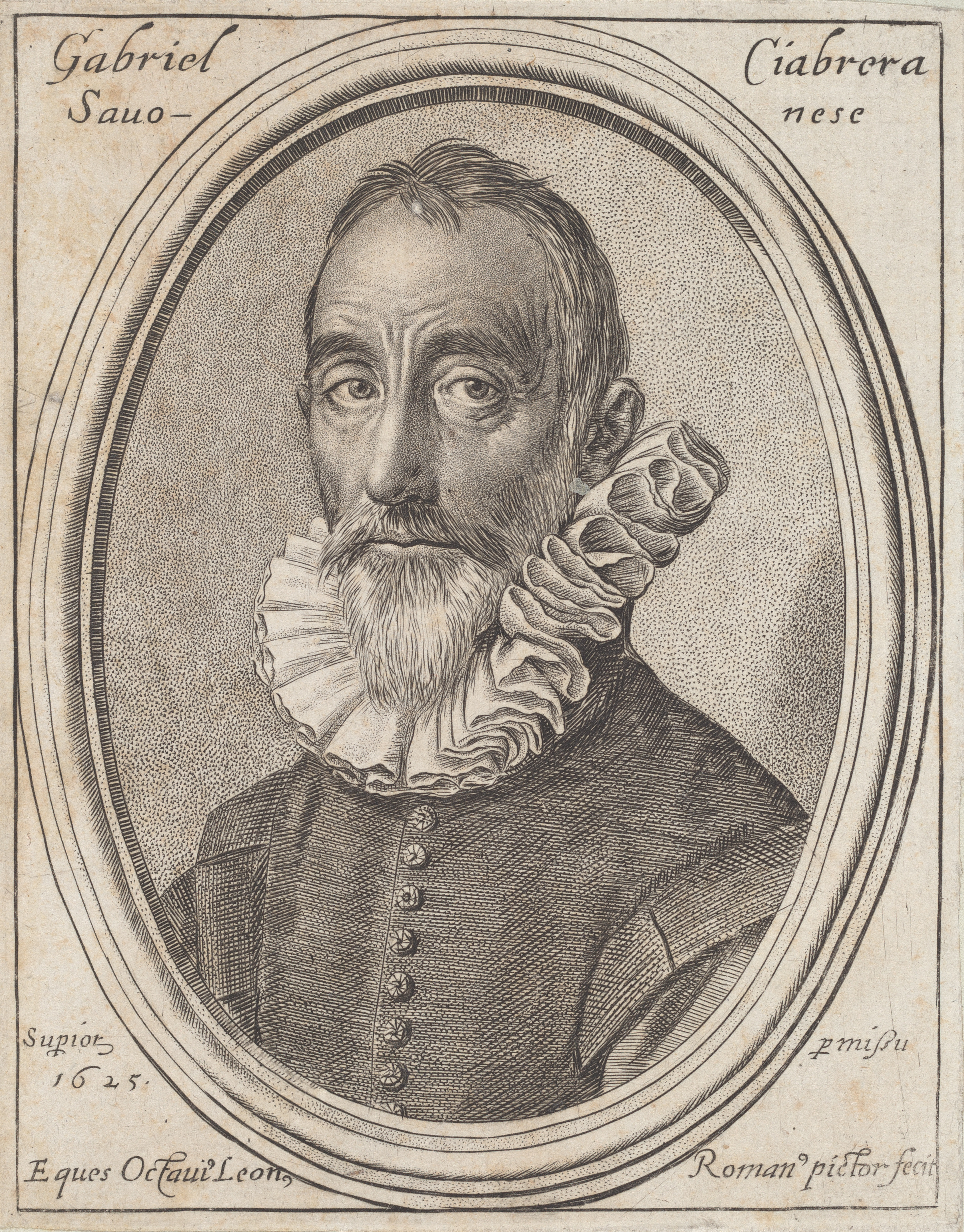
Gabriello Chiabrera

Nato a Genova nel 1565, Cebà studiò all'Università di Padova con Sperone Speroni e Giason Denores, approfondendo specialmente lo studio della lingua greca, tanto da potere poi tradurre e commentare i Caratteri di Teofrasto. Tornato in patria nel 1591, fu accolto nell'Accademia degli Addormentati. Innamoratosi di Aurelia Spinola, scrisse per lei le rime uscite a Padova nel 1596. In seguito ebbe una relazione con Geronima Di Negro. Quando costei si fece monaca, si pentì dei trascorsi giovanili e diede alle sue liriche (pubblicate nel 1611) tutt'altro indirizzo. Le poesie di questo secondo periodo hanno pertanto carattere gnomico, eroico, sacro, comprese le canzonette ispirate al Ronsard (che il Cebà imitò anche scrivendo in francese).
All'ambiente dell'Accademia degli Addormentati, impregnato di impegno civile e politico, va ricondotta gran parte della sua produzione: il trattato politico Il cittadino di Repubblica (1617) rivolto all'educazione dell'élite della Repubblica di Genova; due tragedie (La principessa Silandra, 1621; Alcippo spartano, 1623) e vari poemi epici, sia sacri (Lazzaro Mendico 1614, e La reina Esther del 1615, difesa dal Chiabrera dalla condanna dell'Inquisizione in due lettere) sia civili (Furio Camillo, 1623). Le idee dell'autore sul poema epico sono illustrate nel dialogo Il Gonzaga (Genova, 1621) che si inserisce nel dibattito sorto dopo la pubblicazione della Gerusalemme liberata: il Cebà si dichiara difensore dei classici e di uno stile più sobrio e rifiuta il modello di poema epico proposto da Torquato Tasso.

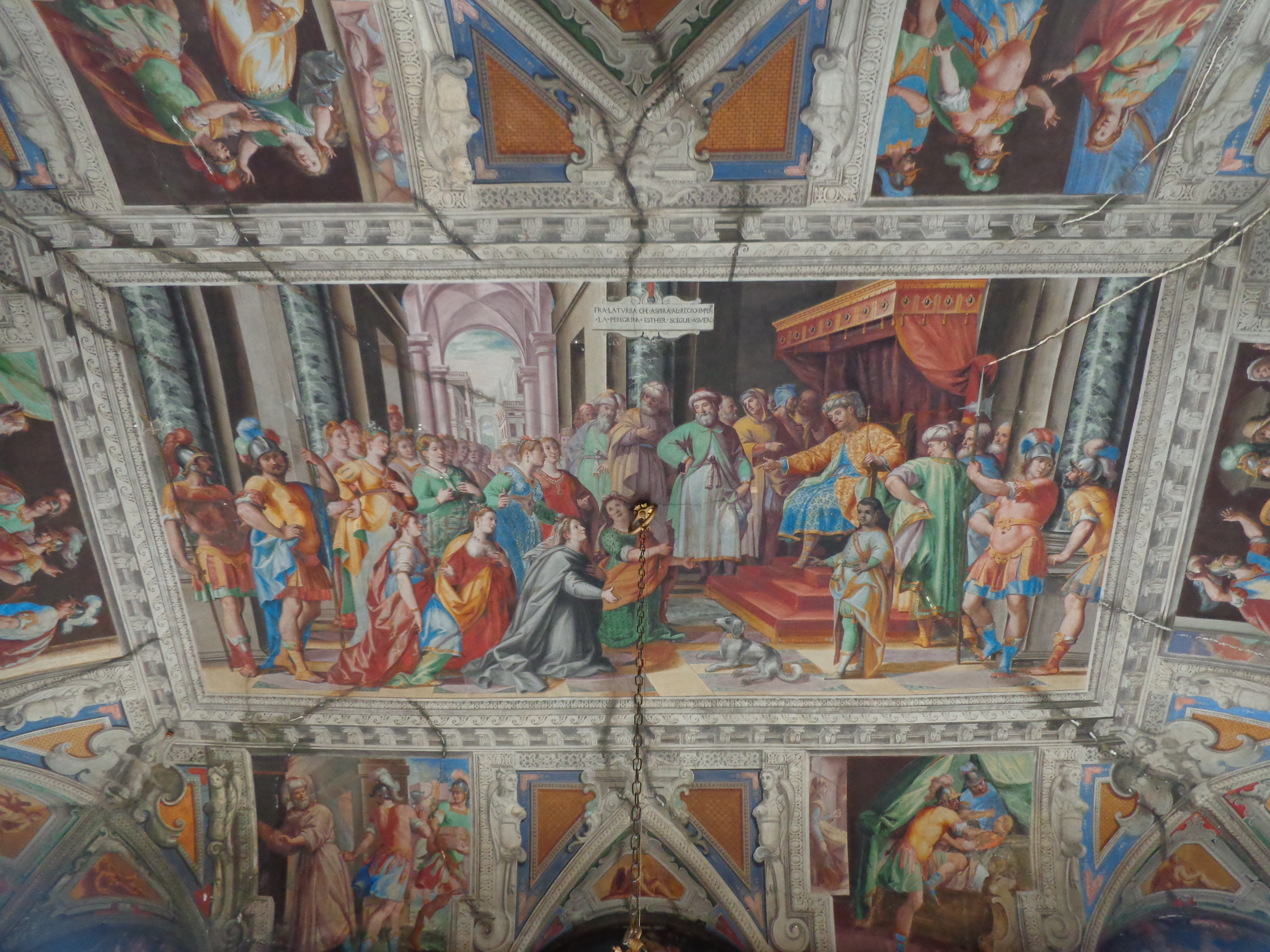
Genova, Palazzo Giacomo Lomellini, Affreschi di Fiasella tratti da La reina Esther di Cebà

## Opere
- Ansaldo Cebà, I charatteri morali di Theofrasto interpretati per Ansaldo Cebà. Al cardinale Federigo Borromeo, Genova, appresso Giuseppe Pauoni, 1620. URL consultato il 2 settembre 2019.
- Ansaldo Cebà, Il Gonzaga ouero Del poema heroico dialogo d'Ansaldo Cebà: al Cardinale Don Alessandro da Este, Genova, appresso Giuseppe Pauoni, 1621. URL consultato il 3 febbraio 2020.